# Milan Tomić (košarkaš)
Milan Tomić (Beograd,
24. srpnja 1973.) je srbijansko-grčki bivši košarkaš i aktualni trener Crvene zvezde. Igrao je na mjestu beka. Visine je 190 cm. Igrao je u Euroligi sezone 1998./99. za grčki Olympiakos iz Pireja. 
Da bi izbjegao sankcije UN-a, igrao je u Grčkoj s grčkim državljanstvom. Nastupao je pod prezimenom Giannakopoulos.